# Románské umění v Česku
Románské výtvarné umění se v českých zemích datuje přibližně od počátku 11. do poloviny 13. století. Navazuje na předrománské umění, jímž bylo částečně umění Velkomoravské říše, otonské výtvarné umění a na byzantské vlivy.

## Předpoklady

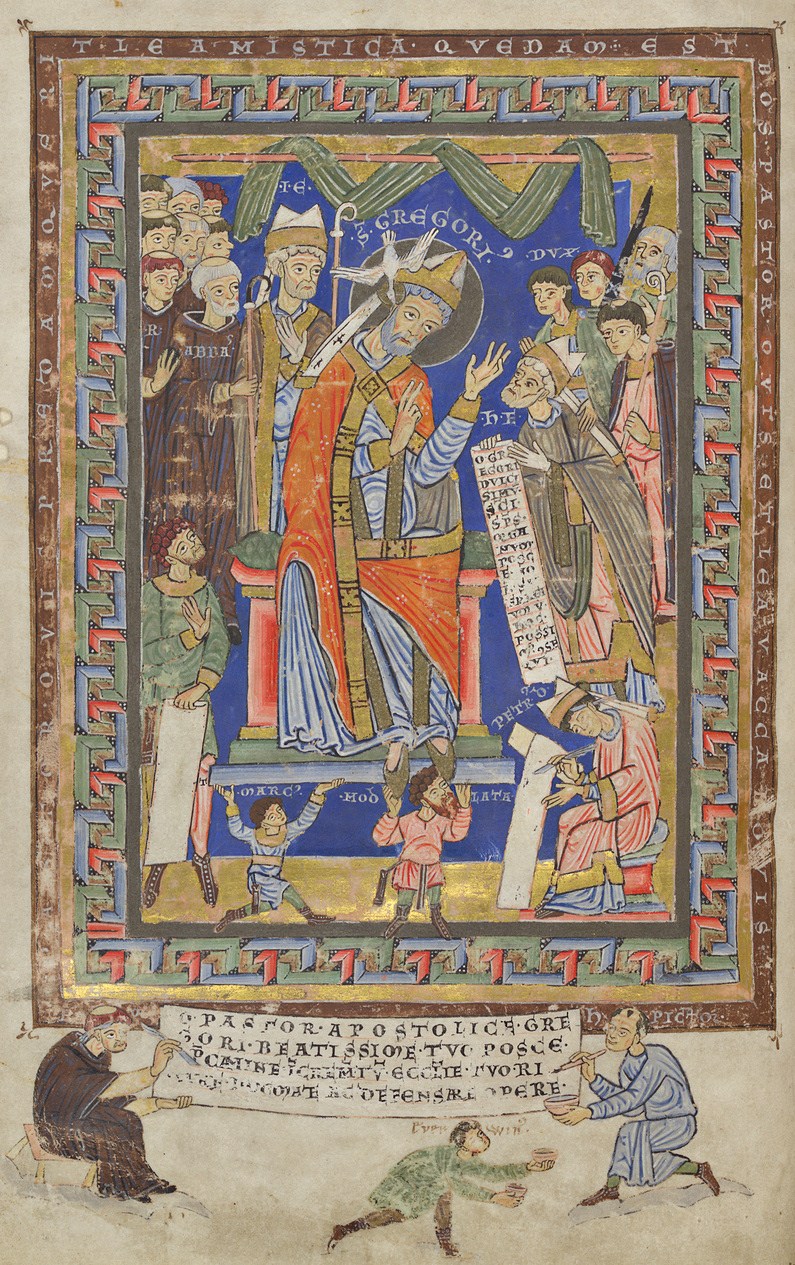
Olomoucké horologium

Základním předpokladem k jeho rozvoji bylo přijetí křesťanství, vznik biskupských kapitul a klášterů, ve kterých se umění provozovalo, a sjednocení země pod vládou Přemyslovců, kteří šířili dvorské umění a umožnili v prvním období kolonizaci pustých území. Postupná přeměna společnosti směrem k vrcholnému středověku se odráží i v rozkvětu rozmanitých oborů umění. Nejvíce se projevuje v monumentální architektuře s její sochařskou a malířskou výzdobou, dále v knižní malbě a v uměleckých řemeslech, zejména v keramice, kovolitectví a kovotepectví. Převládají křesťanská témata figurální i dekorativní.

## Malířství

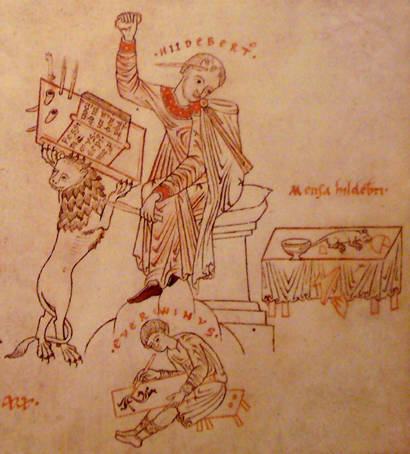
Malíř Hildebert s pomocníkem Everwinem, z iluminovaného rukopisu De Civitate Dei, Praha 1142-1150

Románské malířství se vyznačuje výraznou kresebností obrysových linií a důrazem na vyjádření obsahu, bez snahy o realistické podání výjevu. Uplatnění našlo v knižních iluminacích a nástěnné malbě, tzv. bible chudých.
V 11. století se do českých zemí importovaly iluminované rukopisy z bavorských skríptórií (Řezno, Freising, Niederaltech), ze Salcburku nebo Reichenau. Chronologii zahajuje wolffenbüttelský rukopis Gumpoldovy legendy o svatém Václavu, objednaný kněžnou Emmou. Iluminátorské dílny dodaly také prvnímu českému králi Vratislavovi II. reprezentační umělecká díla, jejich domácí původ však zůstává sporný.. Patří k nim Kodex vyšehradský ze skupiny čtyř příbuzných knih vytvořených u příležitosti jeho korunovace v roce 1085.
Ve 12. století je již lépe doložena výzdoba knih z českých klášterních skriptorií, jako je rukopis De Civitate Dei z pražské kapitulní knihovny nebo Olomoucké horologium s vyobrazením olomouckých biskupů na titulním listu, a dále Žaltář ostrovský. Samozřejmě pokračuje také import cizích rukopisů, jako je Mater verborum.
V kamenné chrámové architektuře se vzácně dochovala nástěnná malba. Výtvarně a ideologicky mimořádná je výzdoba rotundy sv. Kateřiny ve Znojmě, která představuje cyklus ze života Panny Marie a Krista a paralelně postavy přemyslovské dynastie. Hagiografická témata chrámových maleb jsou například ze života světce v kostele sv. Klementa ve Staré Boleslavi, téma posledního soudu v kostele sv. Petra a Pavla nebo v Holubicích u Prahy.
Ze 13. století pochází iluminace Augustinova spisu De civitate Dei, na které jsou čtyři čeští světci v nebeském Jeruzalémě odrážející probuzené národnostní cítění. Před polovinou 13. století vznikla rozměrem největší středověká kniha, Codex gigas. Nástěnné malby se dochovaly např. v bazilice sv. Jiří, kostelíku v Dolních Chabrech nebo v kostele v Bořitově, kde je zpodobněn oblíbený obr Kryštof přenášející malého Krista přes řeku. Ze sklonku románského období byly malby v třebíčské bazilice a mariánské malby na pilířích kostela Panny Marie v Písku. Dokladem malířské výzdoby ve světském prostředí jsou postavy dvou králů a královny ze zbořeného domu čp. 102/I v Platnéřské ulici v Praze.

## Sochařství

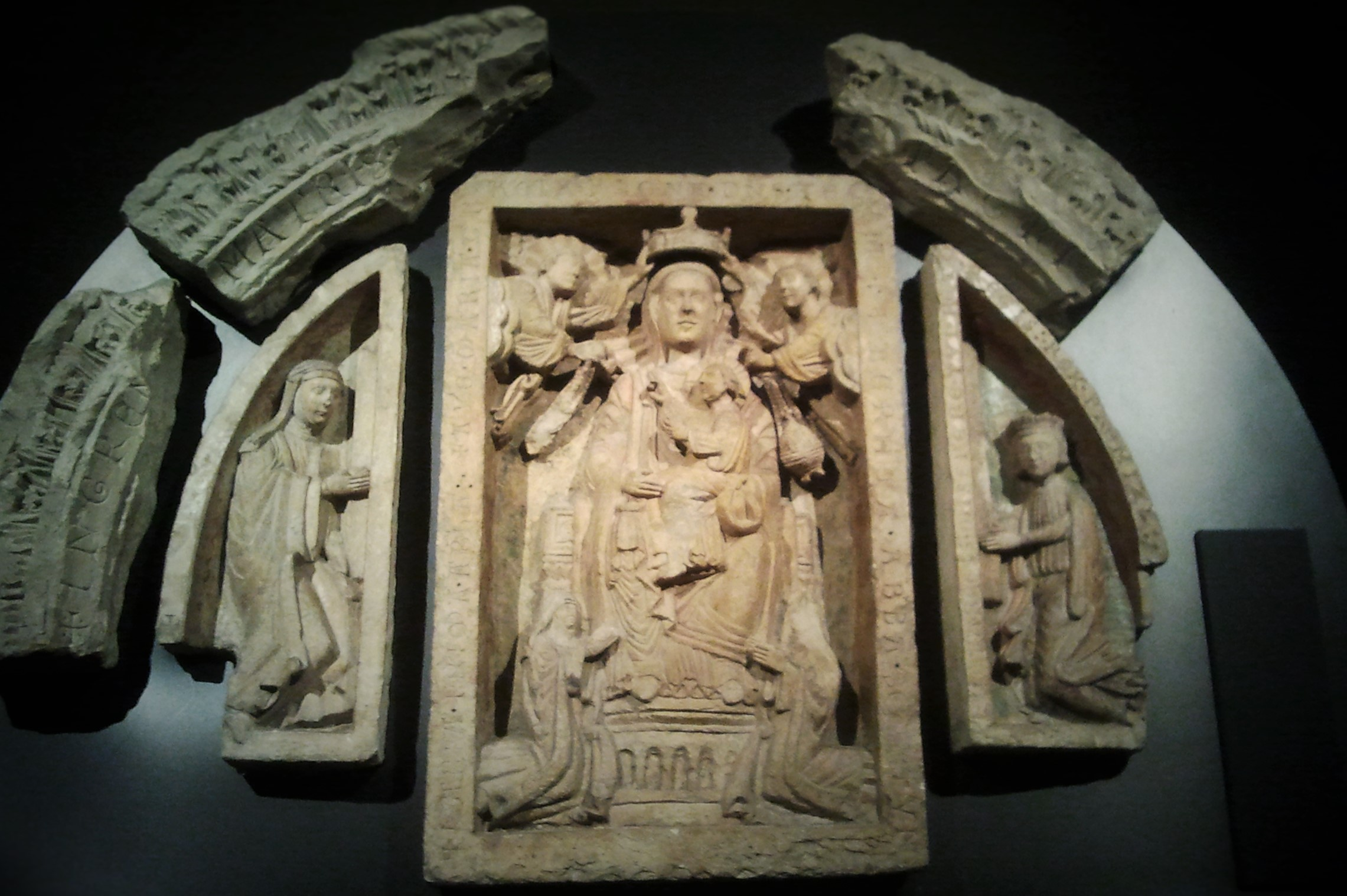
Svatojiřský tympanon s klečícími donátory, 1228

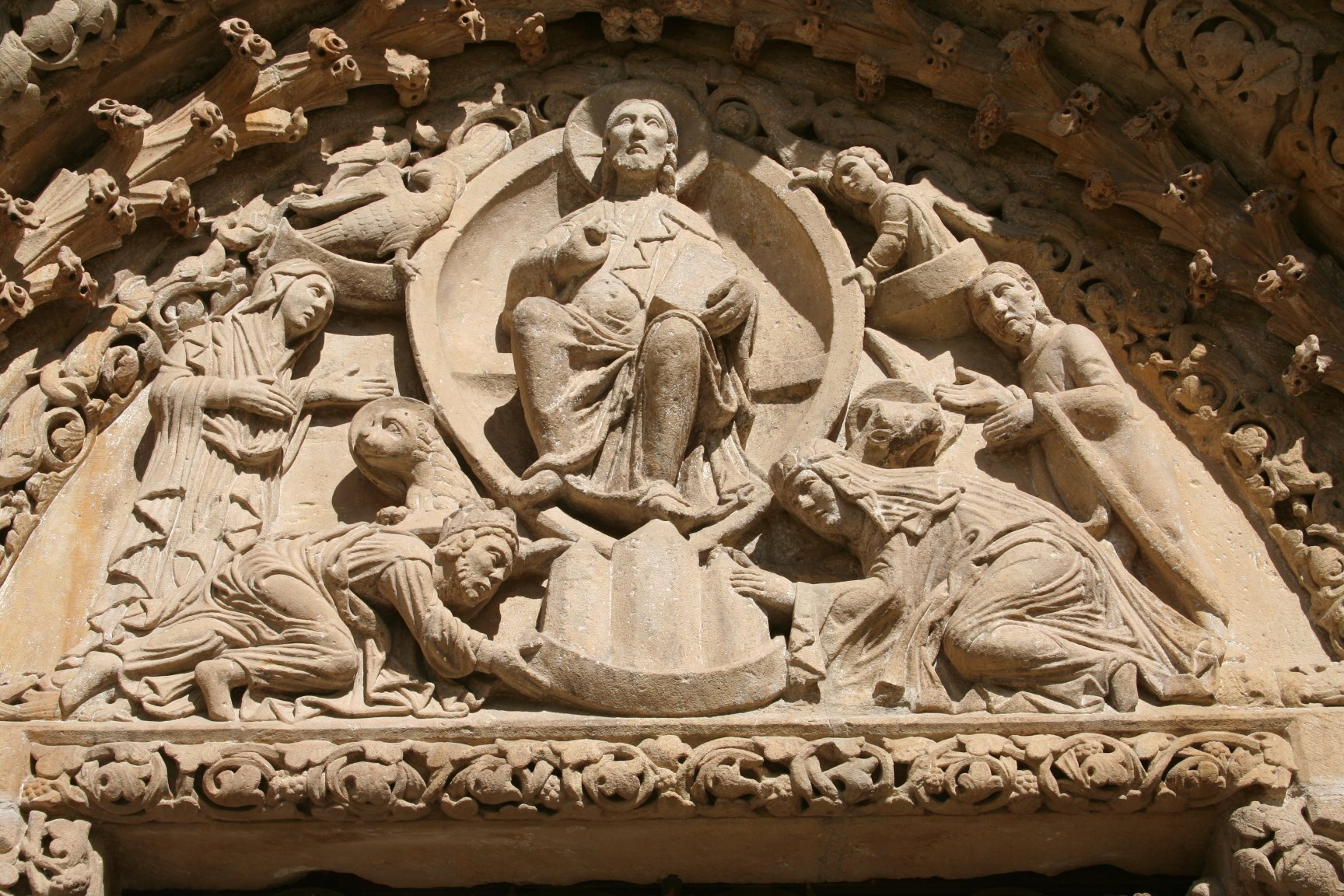
Tympanon kostela v Předklášteří s Kristem Soudcem a donátory

Sochařství plní především výzdobnou funkci architektury. Hojně se používá geometrického a rostlinného dekoru, např. v ústupkových portálech nebo na patkách, dřících a hlavicích sloupů. V architektuře se uplatňuje figurální plastika mezi sloupky či na hlavicích sloupů. Volné plastice se blíží vysoké reliéfy v tympanonech nad vchodem kostelů. Zbytky polychromie dokládají, že byly románské sochy často povrchově barvené.
Románské sochařství se zprvu rozvíjelo v chrámech ((nejstarší zlomky plastické dekorace v podobě pletence zdobí hlavice a dříky sloupů z krypty a baziliky sv. Víta na Pražském hradě) a v klášterech, kronikáři tradují jména opata Božetěcha a Reginarda. Ve 12. století díky Vladislavu II. a biskupu Danielovi přichází do umělecké tvorby nová inspirace stykem s vyspělejší oblastí severní Itálie. Ve 13. století se prvky románské plastiky uplatňují ještě i v nastupující gotické architektuře, např. na tympanonu z kostela sv. Jiří na Pražském hradě nebo v bazilice benediktinů v Třebíči.
Příklady figurálního sochařství v chronologickém pořadí:
- zlomky tympanonu s Kristem mezi sv. Petrem a Pavlem z kostela v Oldříši u Poděbrad.
- Jakub u Kutné hory, kostel sv. Jakuba, na jižním průčelí dvě pískovcové reliéfní postavy svatých Václava a Prokopa; nad vchodem žehnající Kristus se dvěma klečícími syny donátorky[3]
- malostranská věž Juditina mostu, reliéf s trůnícím císařem a poklekajícím českým králem (?)
- Záboří nad Labem, kostel sv. Prokopa, unikátní portál s dekorativní výzdobou podle francouzských vzorů má kromě plastických ornamentů v segmentu archivolty tesané figurky domácích zvířat v koloběhu života i se dvěma pasáčky
- bazilika sv. Jiří – trojdílný reliéf korunování Panny Marie na trůně se zakladatelkami kláštera (Mlada a Berta), postranní části představují Přemysla Otakara I. a jeho sestru abatyši Anežku
- Třebíčská bazilika, portál s figurální výzdobou na archivoltách
- Předklášteří u Tišnova, klášter Porta coeli, tympanon s Kristem Soudcem v mandorle a klečícími donátory Přemyslem I. a královnou Konstancií, mezi nimi model kostela
- Kouřim, kostel sv. Štěpána nebo sv. Jiří, dvojice sedících lvů, snad podstavec trůnu nebo křtitelnice[4]
- dvojice trojrozměrných opukových soch andělů pocházející ze Žitenic[5]

## Umělecká řemesla

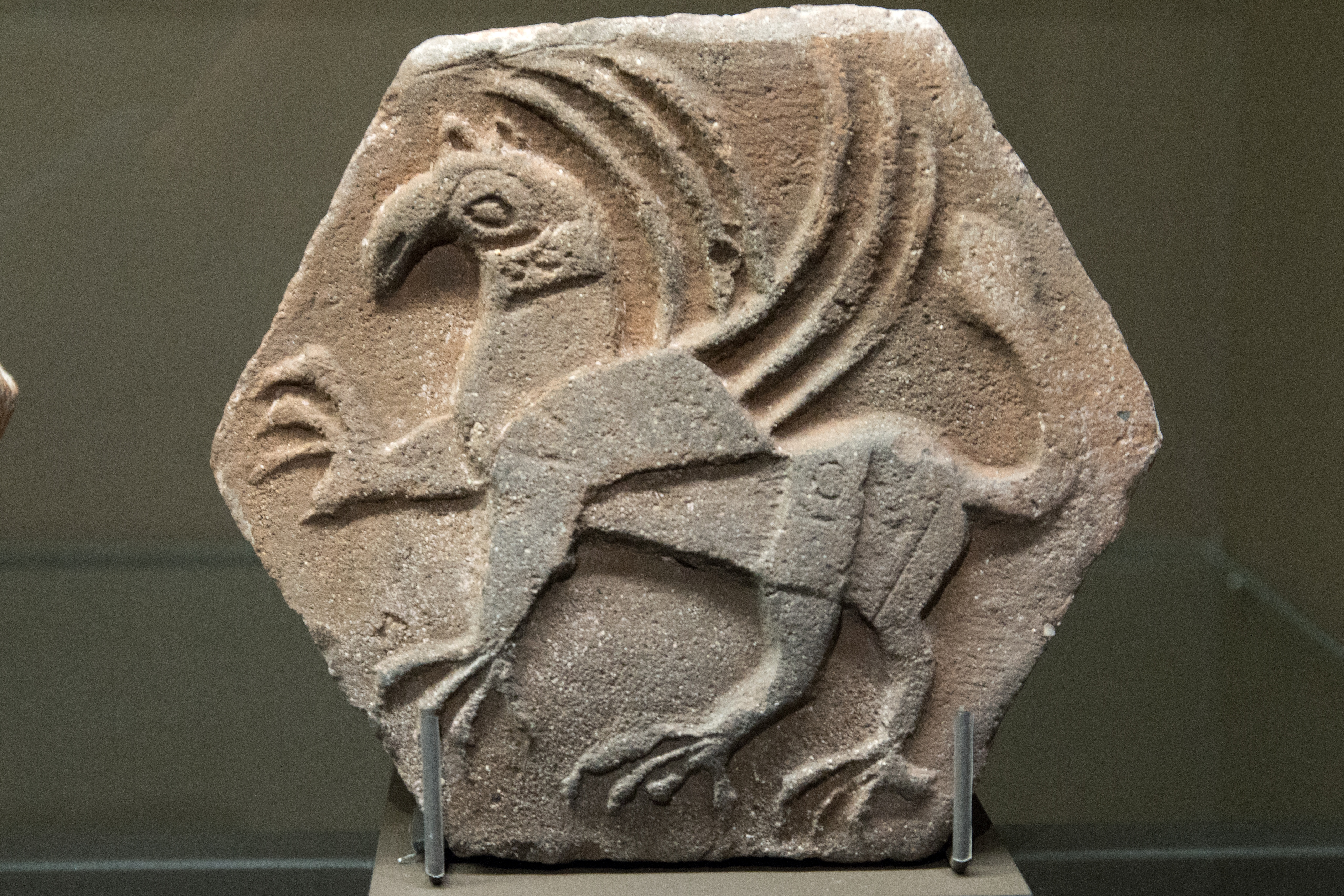
Podlahová dlaždice s gryfem, z dílny Ostrovského kláštera, kolem 1100

Dekorativní keramika představovala významnou součást výzdoby architektury v podobě podlahových dlaždic s náměty figurálními (hlava císaře Nerona, lev, gryf, sfinga) nebo ornamentálními, které dodávala dílna Ostrovského kláštera od konce 11. století nejen do vlastního kostela, ale také například na Vyšehrad, do pražských rotund sv. Kříže na Starém Městě pražském  nebo sv. Václava na Malostranském náměstí. Z kovoliteckých prací patřily k nejvýznamnějším chrámové zvony, které patrně do Čech dodávali cestující sezónní zvonaři z Německa, nedochovaný kolový lustr patrně osvětloval baziliku na Vyšehradě, dochovaly se svícny a kadidelnice. Výjimečná svou ikonografií byla již od sklonku 10. století řada českých stříbrných mincí, denárů z vyšehradské a později pražské mincovny. Stejně miniaturní byly pečeti, jejichž otisky ve vosku se dochovaly u listin z archivů. Ze zlatnických prací se dochovala kromě drobných šperků jen jedna stříbrná románská koruna z 12. století.

## Architektura
Církevní architektura užívá tři základní stavební typy kostelů: válcové rotundy, obdélné jednolodní stavby kostelíků a trojlodní baziliky. Klášterní budovy mívají ke kostelu kolem rajského dvora přidružené budovy konventu s refektářem, dormitářem, opatským stavením a hospodářské budovy se sýpkou.
Světské stavby se rozvíjejí v pevnostní architektuře, od opevněných dvorců po první hrady. Z městských paláců se dobře dochoval dvorec pánů z Kunštátu v Řetězové ulici v Praze na Starém Městě. Od 12. století se staví také první kamenné mosty, jako byl Juditin v Praze. Na sklonku románského období se začínají opevňovat nově zakládaná města a stavět kamenné měšťanské domy.